# Blade (pel·lícula de 1998)
Blade és una pel·lícula estatunidenca de vampirs de 1998, dirigida per Stephen Norrington i basada en el personatge Blade creat per Marv Wolfman i Gene Colan per al còmic de la companyia Marvel Comics La tomba de Dràcula (1972-1979). La pel·lícula va ser interpretada per Wesley Snipes, qui encarna el personatge d'un vampir mestís (meitat humà, meitat vampir) que protegeix els humans dels vampirs. La pel·lícula va ser dirigida per Stephen Norrington i escrita per David S. Goyer. La pel·lícula ha tingut dues seqüeles: Blade II (2002) i Blade: Trinity (2004). Ha estat doblada al català.

## Argument
La pel·lícula ens presenta en Blade, un vampir meitat humà, meitat vampir. Un salt enrere revela que va néixer el 1967, després que la seva mare fos mossegada per un vampir, el que li va causar la mort. Tornant al present, una vampiressa condueix el seu cotxe amb un humà a un club. Un cop al club (un escorxador), comença a sortir sang dels ruixadors contra incendi. Els vampirs comencen a amenaçar a l'humà, i llavors apareix Blade al club i comença a eliminar desenes de vampirs, incloent a Quinn, a qui Blade llança una bomba tèrmica, provocant que Quinn cremi, mentre li diu: "Dona-li records a Frost ".
Més tard, Quinn reviu a la morgue i ataca al forense, que és l'ex-nuvi de Karen Jenson. Després de mossegar al forense, ataca Karen, que entre boires veu com s'acosta Blade, que va acudir a l'hospital, ja que sospitava que Quinn no estava mort. Una vegada li talla la mà a Quinn i és atacat per la policia, Blade es porta a Karen a la seva base d'operació, on Abraham Whistler la injecta un sèrum amb base d'all per aturar la seva transformació en vampir, encara que Blade li adverteix que, així i tot, podria convertir-se. Quan es recupera, l'explica com els vampirs s'han fet forts en la societat, introduint-se en els bancs, policia, etc., I que la seva missió és eliminar-los.
Els atacs de Blade, són discutits pel Consell de les Ombres a la Casa de Erebus, un dels clans vampírics. El seu jerarca, Dragonetti recrimina a un jove vampir, Deacon Frost, argumentant que els vampirs han de romandre en les ombres i coexistir secretament (per després alimentar-se) amb els humans. Frost, en qualsevol cas, creu que els vampirs haurien dominar els humans obertament. Els altres jerarques, tots pura sang (nascuts vampirs), miren amb a en Frost, que va néixer humà i després es va convertir en vampir. Frost i Dragonetti tenen un altre enfrontament a la biblioteca dels vampirs quan Frost aquesta intentant traduir l'antic llibre de Erebus, la bíblia dels vampirs.
Malgrat l'advertència de Blade, Karen torna al seu apartament, on és assaltada per un policia (Krieger), el qual li revela que és un servent humà dels vampirs i que pertany a Frost. Blade la rescata i ambdós segueixen a Krieger fins a un dels club's de Frost, on Blade i Karen utilitzen un llum d'UV per a torturar un vampir extremadament obès anomenat Pearl, per sostreure-li informació sobre els plans de Frost sobre alguna cosa anomenat La Magra, el Déu Vampir de la sang. Una vegada han obtingut la informació a Pearl, van a la biblioteca, on són emboscats pels guàrdies de Frost, liderats per Quinn. Gràcies al fet que Blade porta un ràdio-transmissor a l'orella i aquesta sempre en contacte amb Whistler, aquest aconsegueix salvar-los. Després de conèixer l'origen de Blade i el sèrum que utilitza per saciar la seva set de sang, Karen comença a treballar en un capellà per al vampirisme, utilitzant l'investigat per Whistler.
Mentrestant, Frost mata Dragonetti exposant al sol de l'alba. També ofereix a Blade un tracte de no-agressió, però Blade declina, ja que la seva meta és eliminar Frost hi ha la resta de vampirs. Llavors Frost segresta a Karen i ataca la base de Blade, agredint a Whistler. Li deixa un vídeo sobre del cos de Whistler, on l'insta a anar al seu guàrdia, ja que Frost ha descobert que necessita la sang de Blade per convocar a La Magra. Whistler, que havia mort, va ser mossegat per Frost i per evitar que es converteixi en un vampir, Blade el deixa la seva arma, amb la qual Whistler es dispara.
Per venjar a Whistler i rescatar Karen, Blade s'arma amb dards farcits d'EDTA, un anticoagulant que volatilitza la sagna vampiressa. Una vegada s'ha introduït a la base de Frost, Blade es troba amb la seva mare i descobreix que no va morir, sinó que va ser el mateix Frost qui la va mossegar i la va acollir com el seu amant. Mentre li explica això, els guàrdies de Frost el paralitzen amb pistoles teaser i el deixen inconscient.
Frost el trasllada al Temple de la Nit Eterna, on vol ressuscitar a La Magra en un ritual en el qual ha d'usar la sang de "el que ha vist el sol" i sacrificar a dotze jerarques pura sang. Així, tot aquest poder es concentrés en Frost, i es convertirà en la Magra.
Karen, mentrestant, és llançada a un pou, on està el seu ex-nuvi, convertit en un zombie. Karen aconsegueix que Blade revisqui (ja que ha perdut molta sang), fent que aquest la mossegui en les marques que l'havia deixat Quinn quan la va mossegar. Havent recuperat la seva força, Blade elimina la seva mare i comença a matar tots els homes de Frost, incloent-hi Quinn, a qui decapita (recuperant les seves ulleres, robades per Quinn). Llavors entaula batalla amb un transformat Frost. Blade és incapaç de matar Frost amb armes convencionals, però localitza l'EDTA. Frost pensa que és el sèrum que necessita Blade per calmar la seva set de sang. Blade llança totes les xeringues d'EDTA a Frost, que comença a inflar i acaba explotant. Karen s'ofereix a curar Blade, però es nega, ja que prefereix mantenir els seus poders per seguir caçant vampirs.
L'escena final, transcorre a Moscou, on apareix un home portant a una dona a un club. Damunt de la porta es poden veure símbols vampírics. L'home llavors es transforma en vampir. Abans que mossegui a la dona, apareix Blade. El vampir s'acosta corrent a Blade i aquest el mata amb l'espasa.

## Repartiment
- Wesley Snipes: Blade
- Kris Kristofferson: Abraham Whistler
- Stephen Dorff: Deacon Frost
- N'Bushe Wright: Dr. Karen Jenson
- Donal Logue: Quinn
- Udo Kier: Gitano Dragonetti
- Sanaa Lathan: Vanessa Brooks
- Arly Jover: Mercury
- Kevin Patrick Walls: Oficial Krieger
- Tim Guinee: Dr. Curtis Webb
- Traci Lords: Racquel
- Eric Edwards: Pearl

## Música
Banda sonora de la pel·lícula Blade
| Núm. | Títol                               | Artist                                            | Durada |
| ---- | ----------------------------------- | ------------------------------------------------- | ------ |
| 1.   | «The Edge of the Blade»             | Mystikal                                          | 4:12   |
| 2.   | «1/2 & 1/2 (song)»                  | Gang Starr & M.O.P.                               | 4:17   |
| 3.   | «Blade»                             | KRS-One & Channel Live                            | 3:11   |
| 4.   | «Fightin' a War»                    | Down 2 Earth & Rome                               | 4:01   |
| 5.   | «Reservations»                      | P.A.                                              | 4:26   |
| 6.   | «Gangsta Bounce»                    | Wolfpak (Chief Headhunter, Mr Po-Flip & Slip-Roc) | 5:27   |
| 7.   | «Things Ain't the Same»             | Kasino                                            | 4:33   |
| 8.   | «Deadly Zone»                       | Bounty Killer, Big Noyd & Mobb Deep               | 5:00   |
| 9.   | «Blade 4 Glory»                     | Majesty & Bizzy Bone                              | 3:45   |
| 10.  | «Strictly Business»                 | EPMD vs. Kurtis Mantronik                         | 3:36   |
| 11.  | «Wrek Tha Discotek»                 | Roger Sanchez & Soulson                           | 6:13   |
| 12.  | «Confusion» (1995 Pump Panel Remix) | New Order                                         | 10:12  |
| 13.  | «Playing with Lightning»            | Expansion Union                                   | 4:31   |
| 14.  | «Dig This Vibe»                     | DJ Krush                                          | 4:54   |
| 15.  | «Dealing with the Roster»           | Junkie XL                                         | 5:33   |

## Anecdotari
- LL Cool J va ser considerat originalment per al paper de Blade[3]
- Quan David S. Goyer (guionista) va donar la idea de fer una pel·lícula de Blade, els executius de New Line Cinema van dir que només hi havia tres actors que podrien fer el paper: Wesley Snipes, Denzel Washington i Laurence Fishburne, però Goyer tenia clar que Wesley Snipes seria l'elecció perfecta.[3]
- A Jet Li li van oferir el paper de Deacon Frost, però va preferir sortir a Arma Letal 4.[3]
- El cotxe de Blade és un Dodge Charger de 1968 amb diverses modificacions.[3]
- Quan el llit s'obre i revela a Vanessa (Sanaa Lathan), l'efecte de so que van utilitzar és el mateix que el que es va fer servir en Aliens, 1986. Sanaa Lathan més tard apareixeria en Alien vs Predator, 2004.[3]
- Al grup anglès The Prodigy els van convidar a fer la banda sonora de la pel·lícula, però van rebutjar l'oferta a causa d'altres compromisos[3]
- La pel·lícula va ser reeditada abans del seu llançament la qual cosa va retardar la data de llançament més de mig any, el canvi més significatiu va ser la incorporació de la lluita final entre Blade i Deacon Frost, la qual no existia en la versió original de la pel·lícula.[3]
- El nombre total de morts a la pel·lícula és de 88 persones[3]

## La saga
- Blade II (2002)
- Blade: Trinity (2004)
- Blade: The Series (2006)